# Change (pesem, Taylor Swift)
»Change« je pesem country pop glasbenice Taylor Swift. Izšel je 8. avgusta 2008 iz njene kompilacije »AT&T TEAM USA Soundtrack«. Pojavil se je tudi na njenem drugem glasbenem albumu Fearless.
Taylor Swift je dejala, da je pesem napisala »dan za tem, ko sem dobila nagrado CMA Horizon Award ... govori o tem, kako je biti v majhni glasbeni založbi v tej veliki glasbeni industriji.« Dejala je tudi, da je bila pesem »alternativno najprej namenjena tekmovanju ... Olimpijskim igram, za med odmor, saj o tem pesem pravzaprav govori.«
Taylor Swift je leta 2010 s pesmijo nastopila tudi na podelitvi nagrad Academy of Country Music Awards.

## Videospot
NBC je objavil videospot pesmi na njihovi spletni strani. V videospotu se pojavi Taylor Swift med nastopom in odlomke iz ameriških olimpijskih iger. Trgovina iTunes Store je njihov videospot izdala na torek, 25. novembra 2008, 26. novembra pa je pristal na trinajstem mestu seznamu Top 100 najboljših videospotov. Videospot za pesem »Change« je bil posnet v sobi katedrale Scottish Rite Cathedral v Indianapolisu, Indiana.

## Dosežki
Pesem »Change« je pristala na dvajsetem mestu nadaljevanja lestvice Billboard Hot 100, Billboardovi lestvici Bubbling Under Hot 100 23. avgusta 2008. V naslednjem tednu je pesem pristala na desetem mestu lestvice Hot 100, kasneje pa zaradi uspešnosti digitalne prodaje na tretjem mestu Billboardove lestvice Hot Digital Songs.

### Dosežki na lestvicah
| Lestvica (2008)                  | Dosežek |
| -------------------------------- | ------- |
| U.S. Billboard Hot 100           | 10      |
| U.S. Billboard Hot Country Songs | 57      |
| U.S. Billboard Pop 100           | 21      |